# 2020 en hockey sur glace
Cette page présente les éléments de hockey sur glace de l'année 2020, que ce soit d'un point de vue rencontres internationales ou championnats nationaux. Les grandes dates des différentes compétitions sont données ainsi que les décès de personnalités du hockey mondial.

## Europe

### Biélorussie
Le 3 avril 2020, le HK Iounost Minsk remporte son neuvième titre de champion de Biélorussie en battant en finale le HK Chakhtsior Salihorsk quatre victoires à une.

## Autres

### Fins de carrière
- 12 février : Marcel Goc.
- 14 février : Max Wärn.
- 24 février : Scottie Upshall.
- 29 février : Alain Miéville.
- 1 mars : Thibault Geffroy.
- 4 mars : Gary Lévèque.
- 7 mars : Tomas Divisek.
- 10 mars : Franco Collenberg.
- 10 mars : Julien Albert.
- 11 mars : Christoph Ullmann.
- 13 mars : Ian McDonald.
- 16 mars : Staffan Kronwall.
- 16 mars : Jonas Hiller.
- 16 mars : Mathieu Tschantré.
- 17 mars : Tuukka Mäntylä.
- 17 mars : Ralph Stalder.
- 17 mars : Olivier Latendresse.
- 19 mars : Sean Bentivoglio.
- 20 mars : Arsi Piispanen.
- 26 mars : Julien Vauclair.
- 27 mars : Marc-André Thinel.
- 30 mars : Eddie Läck.
- 10 avril : Romano Lemm.
- 12 avril : Fabian Sutter.
- 12 avril : Tony Mårtensson.
- 14 avril : Kristopher Versteeg.
- 16 avril : Andreï Markov.
- 16 avril : Ander Alcaine.
- 27 avril : Joel Ward.
- 28 avril : Milan Bartovič.
- 9 mai : Ben Sexton.
- 15 mai : Ales Hemsky.
- 16 mai : Thomas Roussel.
- 19 mai : Adrian Brunner.
- 19 mai : Tristan Vauclair.
- 8 juin : Lasse Kukkonen.
- 11 juin : Tommy Wingels.
- 18 juin : Nikita Filatov.
- 19 juin : Martin Erat.
- 3 juillet : David Printz.
- 3 juillet : Anton Boukhanko.
- 9 juillet : Harri Tikkanen.
- 15 juillet : Ilia Nikouline.
- 6 septembre : Riley Holzapfel.
- 11 septembre : Johan Ryno.
- 28 septembre : Chris Stewart.
- 28 septembre : Rod Pelley.
- 28 septembre : Juha-Pekka Haataja.
- 13 octobre : Meghan Duggan
- 4 novembre : Tomáš Rolinek.
- 6 novembre : Aleksandr Svitov.
- 14 novembre : Stefan Lassen.

### Décès
- 7 février : Brian Glennie[1].
- 8 février : Larry Popein[1].
- 19 février : Pete Babando[1].
- 6 mars : décès d'Henri Richard, joueur ayant remporté onze Coupe Stanley avec les Canadiens de Montréal. Il fut intronisé au Temple de la renommée du hockey en 1979[2].
- 20 mars : Vladimír Zábrodský.
- 31 mars : Aleksejs Froļikovs.
- 7 avril : Roger Chappot.
- 8 avril : Pat Stapleton[1].
- 8 avril : Lars-Eric Lundvall.
- 9 avril : Jim Conacher[1].
- 10 avril : Tom Webster.
- 11 avril : Colby Cave[1].
- 22 avril : Paul Ronty[1].
- 1er mai : Simon Schenk.
- 21 mai : Aleksandr Guerassimov.
- 16 juillet : Alekseï Tezikov.
- 25 juillet : Eddie Shack[1].
- 25 juillet : Jack McIlhargey[1].
- 3 août : Ralph Klassen[1].
- 18 août : Dale Hawerchuk[1].
- 1er septembre : Miloš Říha.
- 19 septembre : Albert Langlois[1].
- 21 septembre : Bob Nevin[1].
- 6 novembre : Jim Neilson[1].
- 8 novembre : Howie Meeker[1].
- 20 novembre : Ken Schinkel[1].
- 24 novembre : Fred Sasakamoose[3].
- 13 décembre : Pierre Lacroix[1].